# Curtincápac
Curtincápac ist eine Ortschaft und eine Parroquia rural („ländliches Kirchspiel“) im Kanton Portovelo der ecuadorianischen Provinz El Oro. Die Parroquia besitzt eine Fläche von 19,71 km². Die Einwohnerzahl lag im Jahr 2010 bei 510.

## Lage
Die Parroquia Curtincápac liegt in den westlichen Anden im Südwesten von Ecuador. Der Río Luis, ein rechter Nebenfluss des Río Pindo, fließt entlang der nördlichen Verwaltungsgrenze in Richtung Westsüdwest. Dessen linker Nebenfluss Río Negro begrenzt das Areal im Süden. Der 1060 m hoch gelegene Ort Curtincápac befindet sich knapp 8 km ostsüdöstlich des Kantonshauptortes Portovelo.
Die Parroquia Curtincápac grenzt im Westen und im Nordwesten an die Parroquia Portovelo, im zentralen Norden an die Parroquia Güizhagüiña (Kanton Zaruma), im Nordosten an die Parroquia Morales sowie im Süden an die Parroquia Salatí.

## Orte und Siedlungen
Neben dem Hauptort Curtincápac gibt es in der Parroquia noch folgende Barrios: Los Llanos und Loma Larga. Des Weiteren gibt es 6 Sitios: Balsones, Casas Viejas, La Ladera, La Lima, Las Acacias und Pueblo Nuevo.

## Geschichte
Die Parroquia Curtincápac wurde am 8. Februar 1945 im Kanton Zaruma gegründet. Am 5. August 1980 wurde das Verwaltungsgebiet Teil des neu geschaffenen Kantons Portovelo.